# Thomas Carroll
Thomas James Carroll (Watford, 28 maggio 1992) è un calciatore inglese, centrocampista del Reading.

## Carriera

### Club
Nella stagione 2011-2012 gioca 5 partite in Europa League con il Tottenham, per poi concludere la stagione in prestito al Derby County.
Tornato fra gli Spurs, debutta in Premier League e disputa altre partite nella seconda competizione internazionale per club.
Il 22 agosto 2014 passa in prestito allo Swansea City.

### Nazionale
Ha giocato nelle nazionali giovanili inglesi Under-19 ed Under-21.